# Laminilla media

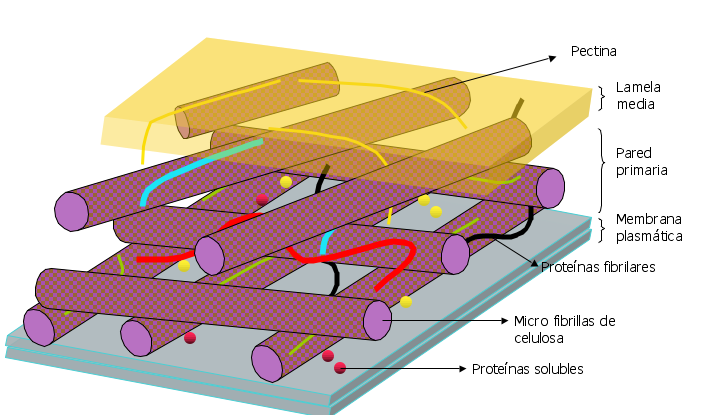
Esquema de la pared celular vegetal, en amarillo la laminilla media.

La laminilla media es una capa de pectinas de calcio y magnesio que cementa conjuntamente las paredes celulares de dos células vegetales adyacentes. Es la primera capa que se deposita luego de la citocinesis,
Frecuentemente es dificultoso distinguir la laminilla media de la pared celular, especialmente si la célula desarrolla una gruesa pared secundaria.